# بون‌اسخوتن
بون‌اسخوتن (به هلندی: Bunschoten) یک شهرستان در هلند است که در استان اوترخت واقع شده‌است. بون‌اسخوتن ۰ متر بالاتر از سطح دریا واقع شده‌است.